# اتحاد بلدية الأخضرية
اتحاد بلدية الأخضرية، هو نادٍ رياضيٌّ جزائريٌّ لكرة القدم تأسس عام 1929م.

## وصلات خارجية
- الرابطة الجزائرية المحترفة الأولى، والثانية، لكرة القدم